# Elwira Seroczyńská

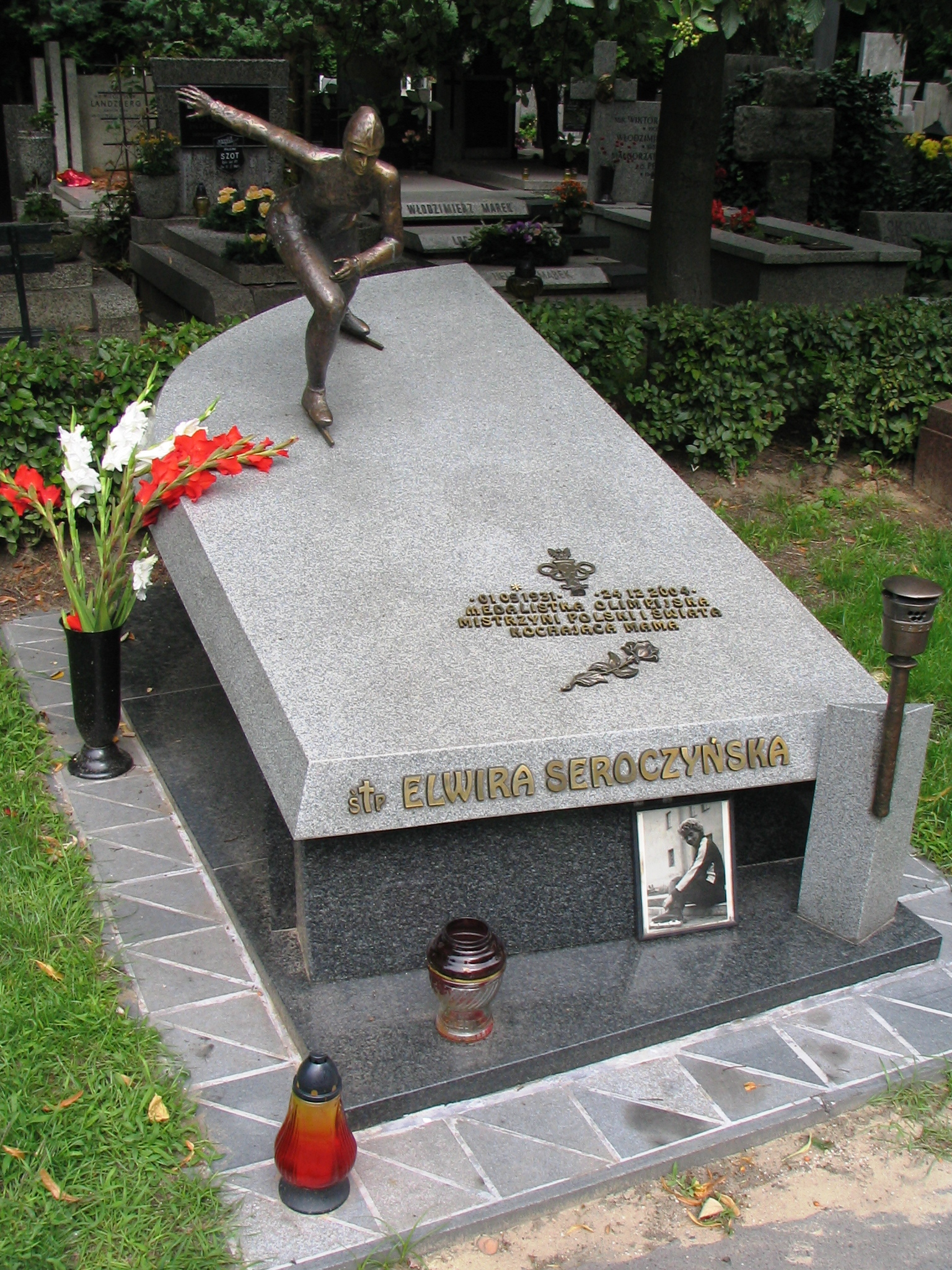
Hrob Elwiry Seroczyńské

Elwira Seroczyńská (1. května 1931 Vilno – 24. prosince 2004 Londýn), rozena Potapowiczová, byla polská rychlobruslařka.
Na polském mistrovství startovala poprvé v roce 1951 a do roku 1964 si z něj odvezla devět medailí, z toho pět zlatých. Na Mistrovství světa debutovala v roce 1957, kdy dojela jako jedenáctá. Zúčastnila se Zimních olympijských her 1960, na kterých získala stříbrnou medaili v závodě na 1500 m. Na dalších tratích šestá (500 m) a sedmá (3000 m), závod na 1000 m nedokončila. V následujících letech bylo jejím nejlepším mezinárodním výsledkem deváté místo na Mistrovství světa 1962, startovala i na zimní olympiádě 1964, kde dobruslila nejlépe šestnáctá v závodě na 500 m. Po sezóně 1964/1965 ukončila sportovní kariéru.